# Valeriana vetasana
Valeriana vetasana är en kaprifolväxtart som beskrevs av Ellsworth Paine Killip. Valeriana vetasana ingår i släktet vänderötter, och familjen kaprifolväxter. Inga underarter finns listade i Catalogue of Life.